# Кушнір Павло Михайлович
Кушнір Павло Михайлович (рос. Кушнир, Павел Михайлович; нар. 19 вересня 1984, Тамбов, РРФСР, СРСР — пом. 27 липня 2024, Біробіджан, Єврейська автономна область, Росія) — російський політичний активіст, піаніст, письменник. Перший в історії Російської Федерації політв'язень, що загинув внаслідок голодування.

## Біографія

### Ранні роки
Павло Кушнір народився у Тамбові 19 вересня 1984 року. Батько — музикант та викладач дитячої музичної школи Михайло Борисович Кушнір (1945—2020). Мати — музикознавець-теоретик Ірина Михайлівна Левіна (нар. 1944); також Павло мав старшого брата. З раннього дитинства Павло грав на піаніно, навчався у Тамбові у музичній школі у Тетяни Мкртичової. У віці 17 років Кушнір повністю зіграв цикл із 24 прелюдій та фуг композитора Дмитра Шостаковича.
У 2002 році закінчив Тамбовське музичне училище імені С. В. Рахманінова та вступив до Московської консерваторії імені П. І. Чайковського, до класу педагога та піаніста, народного артиста СРСР Віктора Мержанова. Закінчив консерваторію в 2007 році.

### Кар'єра піаніста
Працював концертмейстером у ТОДБОУ ВО «Тамбовський державний музично-педагогічний інститут імені С. В. Рахманінова». Після консерваторії поїхав на 2 роки до Єкатеринбурга, після цього сім років працював у філармонії в Курську, три роки — у філармонії Кургана. 2023 року Кушнір став солістом Біробіджанської обласної філармонії.
Записав цикл із 24 прелюдій Рахманінова. Музикознавець Михайло Казінік високо оцінив це виконання, зазначивши, що «він зробив цикл, він показав розвиток ідей Рахманінова і очистив від усіх нашарувань, від будь-яких естрадностей — він зробив це кришталево». Для ГТРК «Біра» записав цикл із 51 передачі «Мазурки по середах», де автор докладно розбирає всі мазурки Шопена.

### Громадське життя
Павло Кушнір займався громадянським активізмом: брав участь у протестах на Болотній площі, пікетах проти війни на Донбасі та анексії Криму, займався розклеюванням антивоєнних листівок після російського вторгнення в Україну.
9 травня 2023 року Кушнір оголосив своє перше голодування проти вторгнення Росії в Україну і тримав його протягом 20 днів. Наступне голодування тривалістю 100 днів він тримав до березня 2024.
Вів канал на YouTube, де з листопада 2022 року опублікував чотири ролики, в яких у поетичній формі критикував політику влади РФ, ухвалені закони та вторгнення в Україну. В останньому ролику Кушнір міркував про різанину в Бучі, називаючи її «ганьбою нашої Батьківщини» і закликавши чинити опір режиму та війні, а також до звільнення всіх політичних в'язнів. За весь час існування каналу, створеного у 2011 році, на нього підписалося п'ять осіб.

## Літературна творчість
Павло Кушнір любив читати книги Курта Воннеґута і написав антивоєнний роман «Російська нарізка», опублікований у 2014 році і посмертно перевиданий у Німеччині у 2024 році. Колажний, написаний шляхом нарізок роман на матеріалі особистих щоденників, «Фауста», щоденника Анни Франк та 14 романів про Другу світову войну. За словами видавця Дмитра Волчека, що випускає авангардну літературу російською мовою з середини 1980-х, «значна частина роману — це його щоденник, що йде назад, що ніби тікає від подій 2014 року [на сході України], які шокували автора. і які він порівнює з приходом гігантської свині». Поетеса і прозаїк Ольга Седакова у своєму фейсбуці написала, що не читала такої талановитої прози російською з часів роману Венедикта Єрофєєва «Москва — Пєтушки»: "Є просто незабутні образи, є напрочуд точно названі речі, і головне — є РИТМ, якого вигадати не вийде ". Єдиний опублікований твір Кушніра також оцінив філолог і лінгвіст Іван Соколов: «Вражаючий твір — справжнє панно, нескінченний хорал, у якому сходяться міріади голосів пам'яті».
Також Кушнір написав роман «Ноель», присвячений німецькому ліворадикальному угрупованню «Фракція Червоної Армії», за словами автора, у романі використовується лексика 67 мов та нарізки зі 117 творів «авторів усіх часів та народів».

### Останні дні життя
Кушніра заарештували у травні 2024 року у справі про публічні заклики до здійснення терористичної діяльності. Загинув у віці 39 років у СІЗО Біробіджана 27 липня 2024 року внаслідок п'ятиденного «сухого» голодування. Прощання пройшло у Біробіджані 8 серпня. На тілі було виявлено сліди побоїв. Друзі загиблого хотіли провести незалежну експертизу тіла, щоб встановити справжню причину смерті, проте мати піаніста Ірина Левіна наполягала на негайній кремації.
Головний прес-секретар ЄС із закордонних справ і політики безпеки Петер Стано заявив, що загибель Кушніра нагадує «про репресії, що продовжуються, з боку Кремля. ЄС закликає Росію дотримуватися Конституції, звільнити всіх в'язнів совісті та припинити репресії проти антивоєнних протестувальників».

## Бібіліографія
- Павел Кушнир. Русская нарезка / редактор Евгения Жмурко. — Дюссельдорф : ZA-ZA Verlag, 2014. — С. 235. — ISBN 978-1-326-07822-5. (рос.)
  -  — 2-е изд. — Berlin : ISIA Media Verlag, 2024. — С. 288. — ISBN 9783689599072. (рос.)